# La Casota (Vilanova de Sau)
La Casota és un monument del municipi de Vilanova de Sau (Osona) inclòs en l'Inventari del Patrimoni Arquitectònic Català.

## Descripció
Masia de planta quadrada coberta a dues vessants amb la part nord recolzada a una gran pedra calcària despresa del cingle. Inicialment comptava amb planta baixa i un pis, però recentment s'hi ha afegit un altre pis. La façana es troba orientada a migdia, on el carener és perpendicular, presenta un portal rectangular amb la llinda datada i diverses finestres construïdes de nou, només es conserva l'antic ampit motllurat en una d'elles. A llevant s'hi obre un altre portal i una altra finestra també antiga, a ponent s'hi obren diverses finestres més. És construïda amb gresos vermells i blancs i arrebossada al damunt. Malgrat les reformes que desmereixen molt la construcció primitiva és interessant, la ubicació de la primitiva masia i algunes restes que encara s'hi conserven.

### Cabana
Hi ha una cabana al costat del mas principal. És un edifici de planta rectangular, cobert a una sola vessant, que vessa les aigües cap a ponent. La façana presenta un gros portal rectangular a la planta, amb llinda de fusta que fa de sostre. Elm primer pis està només tapat amb llates un xic separades per tal que hi corri l'aire necessari per a eixugar-hi l'herba. A ponent hi ha una petita obertura. El ràfec de migdia és més prolongat que els altres, mentre que a llevant no n'hi ha. Està construïda amb diversos tipus de gres, vermell, blau i groc, units amb morter de calç i fusta.

## Història
Es troba dins la demarcació de la desapareguda parròquia de Sant Romà de Sau, avui colgada per les aigües del pantà. Pertany al terme civil de Vilanova de Sau. A jutjar per les dades constructives, es degué construir vers el segle xviii, època de redreçament demogràfic, i fou reformada al segle xx.